# Bantam (uccello)
Il Bantam è una varietà di pollame nano, in particolare polli. Etimologicamente, il nome bantam deriva dalla città di Bantam, una volta un importante porto marittimo, in Indonesia.
Le più grandi razze di polli hanno una controparte bantam che sono di solito da un quinto a un quarto delle dimensioni della razza standard.